# Palazzo Lauro di Bisignano

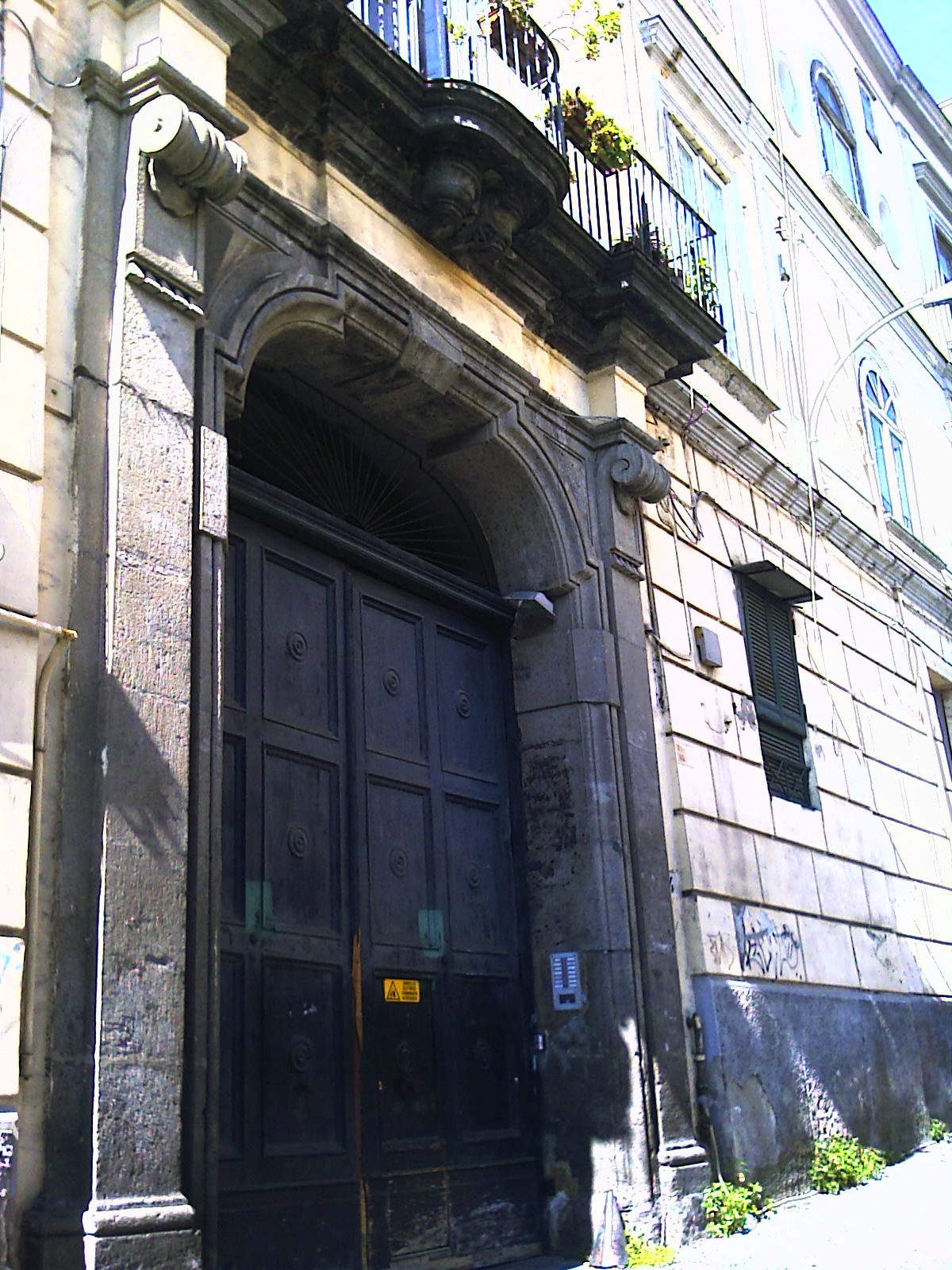
Palazzo Lauro di Bisignano in Neapel: Eingangsportal

Der Palazzo Lauro di Bisignano ist ein Palast aus dem 16. Jahrhundert im Viertel Avvocata in Neapel in der italienischen Region Kampanien. Er liegt an der Salita Tarsia, 4–6 in der Nähe des Palazzo Spinelli di Tarsia.

## Geschichte und Beschreibung
Das Gebäude aus dem späten 16. Jahrhundert gehörte der Familie Lauro, den Lehensherrn von Bisignano. Den Palast findet man bereits auf dem Plan von Alessandro Baratta aus der Vogelperspektive und später auf der Karte des Duca di Noja verzeichnet. Im Laufe der Zeit wurde der Komplex zahlreichen Restaurierungen und Umbauten unterzogen; der prägendste davon war der im 18. Jahrhundert im Stile des Spätbarock.
Der interessanteste Teil der einfachen Fassade ist das Portal aus Piperno aus dem 18. Jahrhundert, das durch einen gemischt geformten Bogen mit Schlussstein gekennzeichnet ist. Das Ensemble ist von zwei Pilastern eingerahmt, die Volutenkapitelle besitzen; das Ganze wird durch ein Gebälk in Marmor gekrönt, in dessen Mitte es zwei Voluten gibt, die den Balkon darüber stützen. Im Gebäude gibt es einen Innenhof mit einer offenen Treppe an der Rückwand.